# Monte Altissimo di Nago
De Monte Altissimo di Nago is een 2074 meter hoge berg in op de grens van de Noord-Italiaanse regio's Veneto en Trentino-Alto Adige.
De berg is de noordelijkste hoge top van de Monte Baldogroep en wordt van de zuidelijker gelegen toppen gescheiden door de bergpas Bocca di Navene (1425 m). Vlak onder de top ligt de veelbezochte berghut Damiano Chiesa (2060 m), die van juni tot en met september geopend is. De top is vanuit verschillende richtingen redelijk eenvoudig te bereiken. De kortste route (anderhalf uur) begint bij de berghut Rifugio Graziani (1620 m) die vanuit Brentonico met de auto bereikbaar is. Het grootste deel van deze tocht voert over een oude militaire steenslagweg. Vanaf de Monte Altissimo di Nago heeft men uitzicht over vrijwel het gehele Gardameer, de Brentagroep, Lagorai en het Val di Ledro.